# 顧明復
顏明復（1487年—？），字學夫，浙江紹興府餘姚縣人，明朝政治人物。

## 生平
正德十四年（1519年）己卯科浙江鄉試第六十六名舉人。正德十六年（1521年）中式辛巳第三甲第一百七十九名進士。

## 家族
曾祖顏友諒；祖父顏守仁；父顏惠，母棲氏。慈侍下。